# Somewhere Else (Marillion)
Somewhere Else is het 14e studioalbum van de Britse band Marillion. Het is opgenomen in The Racket Club, de eigen studio van de band. Alle tracks zijn groepscomposities waarbij de teksten zijn aangeleverd door Steve Hogarth, met hulp van Ale Dozai voor Most Toys. Van dit album kwam op 11 juni 2007 de single Thankyou Whoever You Are/Most Toys uit, die positie 6 bereikte in de Top 100.

## Musici
- Steve Hogarth - zang, percussie (soms piano);
- Mark Kelly - toetsen;
- Ian Mosley - drums;
- Pete Trewawas - basgitaar (soms gitaar) en akoestische gitaar op Faith;
- Steve Rothery - gitaren;
- Sam Morris - hoorn op Faith.

## Tracks
1. The Other Half
2. See It Like A Baby
3. Thankyou Whoever You Are
4. Most Toys
5. Somewhere Else
6. A Voice From The Past
7. No Such Thing
8. The Wound
9. The Last Century Of Man
10. Faith